# Villahermosa (Colombia)
Villahermosa è un comune della Colombia facente parte del dipartimento di Tolima. 
L'abitato venne fondato da Nacianceno Gallego, Leocadio Castaño, Alejandro e Manuel Echeverry nel 1863.
Ha dato i natali al presbitero cattolico Alfonso López Trujillo, morto nel 2008 a Roma da cardinale.